# Score Metavir
Wikipédia ne donne pas d'avis médical : seul un professionnel (médecin, pharmacien, etc.) est habilité à le faire. Score Metavir
 (avril 2024).
Si vous disposez d'ouvrages ou d'articles de référence ou si vous connaissez des sites web de qualité traitant du thème abordé ici, merci de compléter l'article en donnant les références utiles à sa vérifiabilité et en les liant à la section « Notes et références ».
Le Score Metavir, proposé en 1996 par des hépatologistes français, est utilisé pour quantifier l’atteinte tissulaire du foie d'un porteur d'une hépatite chronique (B ou C surtout). Il permet d'évaluer la fibrose et de définir une catégorie de patients ; il sert à poser les indications thérapeutiques et à apprécier l'évolution des lésions soit en l'absence de traitement, soit sous traitement de l'hépatite. À noter qu'un F4 n'est pas le double de F2 : ce sont deux catégories de patients différents.
- A (activité) traduit l’activité de l’hépatite, donc sa rapidité d’évolution.
- F (fibrose) caractérise les lésions fibreuses déjà existantes sur le foie.

Exemple : un patient avec un score de A1F1 n'est pas prêt pour suivre un traitement ; un patient avec un score de A1F2 peut commencer le traitement. (Dans cet exemple, A1F2 signifie que la cirrhose ou le cancer du foie pourraient survenir environ 10 années plus tard).
| Score Metavir L'activité (A0 à A3) et la fibrose (F0 à F4) sont quantifiées séparément. |                                    |         |
|                                                                                         | Activité (nécrose et inflammation) | Fibrose |
| Absente                                                                                 | A0                                 | F0      |
| Minime                                                                                  | A1                                 | F1      |
| Modérée                                                                                 | A2                                 | F2      |
| Sévère                                                                                  | A3                                 | F3      |
| Cirrhose                                                                                |                                    | F4      |